# Bob Hammer
Howard Robert „Bob“ Hammer (* 3. März 1930 in Indianapolis; gestorben 26. Dezember 2021) war
ein US-amerikanischer Jazzmusiker (Piano und Arrangement).

## Leben und Wirken
Hammer studierte an der Michigan State University und an der Manhattan School of Music. Anschließend nahm er Privatunterricht beim Komponisten Henry Brant. Hammer arbeitete dann zunächst mit Bob Wilber (1955), im Sauter-Finegan Orchestra und im Quartett von Roy Eldridge (1956) sowie bei Gene Krupa (1956/57). 1957 wirkte er an dem Album A Swinging Introduction to Jimmy Knepper mit. Anschließend arbeitete er bei Red Allen (1958–1962) und bei Eddie Condon (1959/60). Charles Mingus zog ihn in dieser Zeit als Arrangeur für seine größeren Orchesterformate (u. a. bei Mingus Mingus Mingus Mingus Mingus und Townhall Concert) und gelegentlich auch als Pianist heran. Er bezeichnete Hammer auch als seinen Beethoven.  1963 spielte er bei Pee Wee Russell, aber auch wieder bei Krupa und Eldridge. Anschließend ging er mit Bobby Hackett auf Tournee, bevor er von 1965 bis 1967 für die Merv Griffin Show arbeitete. Er nahm weiter mit Jimmy Knepper, Johnny Hartman, Woody Herman, Clark Terry und Elvin Jones auf. Anschließend kehrte er der Jazzszene den Rücken und arbeitete von 1977 bis 1988 in Las Vegas.
Anschließend arbeitete Hammer bei Slide Hampton, war zwischen 1989 und 1995 an einem College als Lehrer für Jazzimprovisation und angewandte Musik tätig und spielte im Oktett von Jimmy Cleveland. Weiterhin arbeitete er mit Barbara McNair, dem Tommy Newsome Quartet und dem Jerry Lewis Telethon. 2004 nahm er als Pianist mit dem Quintett des Flügelhornisten Floyd Standifer auf.
Im Bereich des Jazz war er laut Tom Lord zwischen 1955 und 2004 an 25 Aufnahmesessions beteiligt.